# Срамна цепка
Срамната цепка (на латински: rima pudendi) е част от вулвата и представлява „цепнатина“ в основата на срамното възвишение, образувана от вътрешните ръбове на големите срамни устни. Размерът ѝ е повлиян от нивата на хормона естроген и телесните мазнини и се появява с пубертета заедно със срамното окосмяване.
В срамната цепка са разположени в по-голяма или по-малка степен качулката на клитора и малките срамни устни.
Размерът на лабиите е различен при различните жени. При някои малките лабии са почти незабележими, докато при други те могат да бъдат месести и да изпъкват над големите лабии.

## Лабиопластика
Много от жените имат ограничени познания за анатомията на вулвата и не са в състояние да определят как трябва да изглежда „нормалната“ вулва. В същото време в изкуството и порнографията много образи на женски гениталии се манипулират дигитално, като се променят техните размери и форма, за да съответстват на стандартите за цензура в различните страни. Естествените изображения на вулвата отсъстват от популярните медии и рекламата и не се появяват в повечето учебници по анатомия, а сексуалното образование ограничава достъпа на младите жени до информация за естествените вариации на лабиите.
Благодарение на това, че срамната цепка често се изобразява без изпъкналост, се наблюдава нарастване на популярността на лабиопластиката. С подобна процедура по пластична хирургия цепнатината между големите срамни устни може да се свие чрез намаляване на размера на малките срамни устни и обвивката на клитора или чрез внимателно инжектиране на мазнини по вътрешната граница на големите лабии.
До подобна хирургическа намеса прибягват жени най-вече поради хигиенични и естетически причини в случаите, когато смятат, че вътрешните им срамни устни са прекалено големи.

## Облекло
Понякога, когато една жена носи прекалено тесни дрехи, като например много плътно прилепнали дънки, шорти, панталони, гащеризони, бикини или бански костюми, очертанието на големите срамни устни заедно с цепката между тях може да изпъкне през дрехите и да се забелязва отвън особено когато големите лабии са обезкосмени. При носенето на тесни дънки средният шев отдолу може да седне плътно над цепката, да издърпа тъканта на тесните дрехи в цепнатината и да я направи видима. При движение с подобен тип дрехи е възможно да се получи триене между клитора и плата, което да доведе до приятна стимулация или нежелана възбуда.
При някои жени видимостта на срамната цепка може да бъде ограничена благодарение на изпъкналостта на малките срамни устни или клиторната качулка.
Дори при липсата на дрехи цепнатината може да остане скрита поради наличието на срамно окосмяване в тази област. Гениталните пиърсинги или бодиарт може също така да повлияят на нейната видимост и в някои случаи да я скрият изцяло.